# Liste der Monuments historiques in Choilley-Dardenay
Die Liste der Monuments historiques in Choilley-Dardenay führt die Monuments historiques in der französischen Gemeinde Choilley-Dardenay auf.

## Liste der Immobilien
| Bezeichnung                         | Beschreibung | Standort                         | Kennzeichnung | Schutzstatus | Datum | Bild |
| ----------------------------------- | ------------ | -------------------------------- | ------------- | ------------ | ----- | ---- |
| Kirche Notre-Dame-en-son-Assomption |              | Choilley, rue de l’Église (Lage) | PA00079028    | Inscrit      | 1927  |      |

## Liste der Objekte
| Bezeichnung                         | Beschreibung                                        | Standort                                                    | Kennzeichnung | Schutzstatus | Datum | Bild |
| ----------------------------------- | --------------------------------------------------- | ----------------------------------------------------------- | ------------- | ------------ | ----- | ---- |
| Gemälde Grablegung                  | Ölfarbe auf Leinwand, 16. Jahrhundert               | Dardenay, in der Kirche Épiphanie-de-Notre-Seigneur (Lage)  | PM52000349    | Classé       | 1974  |      |
| Skulptur Evangelist (1)             | Holz, farbig gefasst und vergoldet, 19. Jahrhundert | Choilley, in der Kirche Notre-Dame-en-son-Assomption (Lage) | PM52001729    | Inscrit      | 1975  |      |
| Prozessionsstab Himmelfahrtsmadonna | Holz, farbig gefasst und vergoldet, 19. Jahrhundert | Choilley, in der Kirche Notre-Dame-en-son-Assomption (Lage) | PM52001732    | Inscrit      | 1975  |      |
| Skulptur Evangelist Markus          | Holz, farbig gefasst und vergoldet, 19. Jahrhundert | Choilley, in der Kirche Notre-Dame-en-son-Assomption (Lage) | PM52001728    | Inscrit      | 1975  |      |
| Skulptur Evangelist (2)             | Holz, farbig gefasst und vergoldet, 19. Jahrhundert | Choilley, in der Kirche Notre-Dame-en-son-Assomption (Lage) | PM52001730    | Inscrit      | 1975  |      |
| Skulptur Johannes Evangelist        | Holz, farbig gefasst und vergoldet, 19. Jahrhundert | Choilley, in der Kirche Notre-Dame-en-son-Assomption (Lage) | PM52001731    | Inscrit      | 1975  |      |